# Fall (hydroteknik)

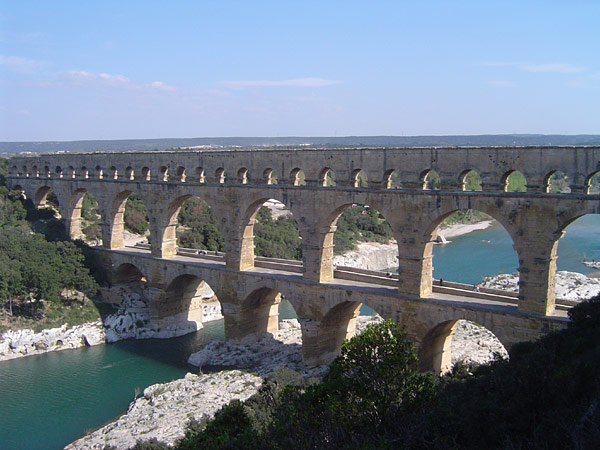
Pont du Gard, romersk akvedukt i Frankrike.

Fall är inom hydrotekniken och hydrauliken det samma som energilinjens lutning och anges ofta i promille. Vid flödesdimensioneringen av ett täckdikessystem ger ett stort fall att man kan gå ner i dimension på till exempel stamledningar.
{\displaystyle I={\dfrac {h_{f}+\Sigma h_{t}}{L}}={\dfrac {h_{total}}{L}}} (Hydrotekniskt fall)
där 
I = Hydrotekniskt fall (-)
hf = Strömningsförlust (meter vattenpelare)
ht = Tilläggsförlust (meter vattenpelare)
L = Längd (m)
htotal = Total höjdförlust (meter vattenpelare)

## Förväxlingsrisk
Det hydrotekniskt fallet förväxlas lätt med det geometriska fallet, som är det samma som den vanliga bottenlutningen i kanaler, öppna diken och naturliga vattendrag.
{\displaystyle F=I_{b}={\dfrac {\Delta z}{L}}} (Geometriskt fall)
där
F = Geometriskt fall (-)
Ib = Bottenlutning (-)
Δz = Geodetisk höjdskillnad (m)
L = Längd (m)
Det är bara när vi har en bestämmande sektion som det hydrotekniska fallet sammanfaller med det geometriska fallet och bottenlutningen.